# 76
El año 76 (LXXVI) fue un año bisiesto comenzado en lunes del calendario juliano, en vigor en aquella fecha.
En el Imperio romano, era conocido como el Año del quinto consulado de Vespasiano y Tito (o menos frecuentemente, año 829 Ab urbe condita). La denominación 76 para este año ha sido usado desde principios del período medieval, cuando el Anno Domini se convirtió en el método prevalente en Europa para nombrar a los años.

## Acontecimientos
- En el Imperio romano, el emperador Vespasiano y su hijo Tito ejercen juntos el consulado por quinta vez (también en 70, 72, 74 y 75), siendo el séptimo consulado del emperador y el quinto de su hijo.
- Anacleto sucede como papa a Lino.

## Nacimientos
- 24 de enero: Adriano, emperador romano (f. 138).

## Fallecimientos
- Asconio (n. 9 a. C.), gramático e historiador romano.